# Botryosphaeriaceae
Botryosphaeriaceae es una familia de hongos ascomicetos perteneciente al orden Botryosphaeriales. Según una estimación de 2019, la familia contiene 24 géneros y más de 200 especies.
El modo de vida de la mayoría de las especies de la familia Botryosphaeriaceae está estrechamente ligado a las plantas, ya sea como saprofitos, endofitos o patógenos. A menudo la misma especie cambia de uno a otro de estos modos de vida dependiendo de las condiciones ambientales, o el estado de la planta hospedadora.
Algunas de las especies de Botryosphaeriaceae tienen un papel relevante como patógenos de plantas leñosas, ya sean frutales, ornamentales o forestales. En este sentido destacan principalmente ciertas especies de los géneros Botryosphaeria, Diplodia, Dothiorella, Lasiodiplodia, Neofusicoccum, y Neoscytalidium. Las especies patógenas suelen provocar chancros en tallos y ramas que, a menudo, profundizan y producen necrosis sectoriales en la madera. A veces, provocan también gomosis y/o manchas necróticas en frutos y hojas. A medida que la enfermedad progresa puede provocar la seca de ramas completas e incluso la muerte de toda la planta.
El hongo crece a expensas de los tejidos vegetales y, una vez alcanzado cierto nivel de biomasa, esporula para iniciar un nuevo ciclo de infección. Las erporas dispersadas por el viento, o el agua, o transportadas por insectos o pájaros, permiten la dispersión a corta distancia y colonizar nuevas plantas. Las nuevas infecciones se producen a través de heridas o de aperturas naturales como lenticelas o estomas. La dispersión a larga distancia (incluso intercontinental) se debe fundamentalmente al comercio de plantas infectadas y sus derivados (frutos, madera, etc). 
La familia, en su conjunto, tiene una distribución global. Se cree que surgió a finales del Cretácico, hace más de 66 millones de años, al inicio de la expansión de las angiospermas. Parece ser que la mayoría de las especies actuales proceden del Paleoceno periodo en el que se estableció la flora moderna.

## Géneros
La taxonomía de Botryosphaeriaceae es compleja y tanto la familia como su encaje en Botryosphaeriales han sufrido numerosos cambios en los últimos años.
Algunos de los géneros más destacados de la familia son:
| - Amarenomyces - Aplosporella - Auerswaldiella - Barriopsis - Botryosphaeria - Dichomera - Diplodia - Discochora - Dothidotthia - Dothiorella | - Fusicoccum - Granulodiplodia - Guignardia - Lasiodiplodia - Leptodothiorella - Leptoguignardia - Macrophoma - Macrophomina - Nattrassia - Neodeightonia | - Neofusicoccum - Otthia - Phaeobotryosphaeria - Phomatosphaeropsis - Phyllosticta - Saccharata - Sardiniella - Sivanesania - Sphaeropsis - Thyrostroma |